# Drive-by pharming
Drive-by Pharming – forma zagrożenia internetowego, będąca połączeniem ataku typu pharming, jak i socjotechniki. Celem agresora jest skłonienie ofiary do odwiedzenia przygotowanej wcześniej strony internetowej, zawierającej szkodliwy kod (najczęściej w formie skryptu JavaScript), który ma za zadanie zmianę ustawień DNS na routerze osoby odwiedzającej w taki sposób, że adresy wpisywane przez użytkownika, będą przekierowywane na strony spreparowane przez atakującego. Tym samym agresor może przygotować np. stronę logowania banku internetowego, wyglądającą identycznie jak oryginalna. Jednak dane dostępowe zamiast umożliwić logowanie przesłane zostaną do osoby dokonującej ataku.
Aby atak Drive-by Pharming był możliwy, hasło do routera musi być puste, ustawione fabrycznie lub łatwe do odgadnięcia. Aby obronić się przed tego typu zagrożeniem, należy ustawić w routerze trudne do złamania hasło, nie otwierać stron, co do których nie mamy zaufania oraz w przypadku logowania do stron banków lub podobnych instytucji, ważne jest sprawdzenie, czy połączenie jest szyfrowane oraz czy strona ma ważny certyfikat.